# 北韓軍・中国軍墓地

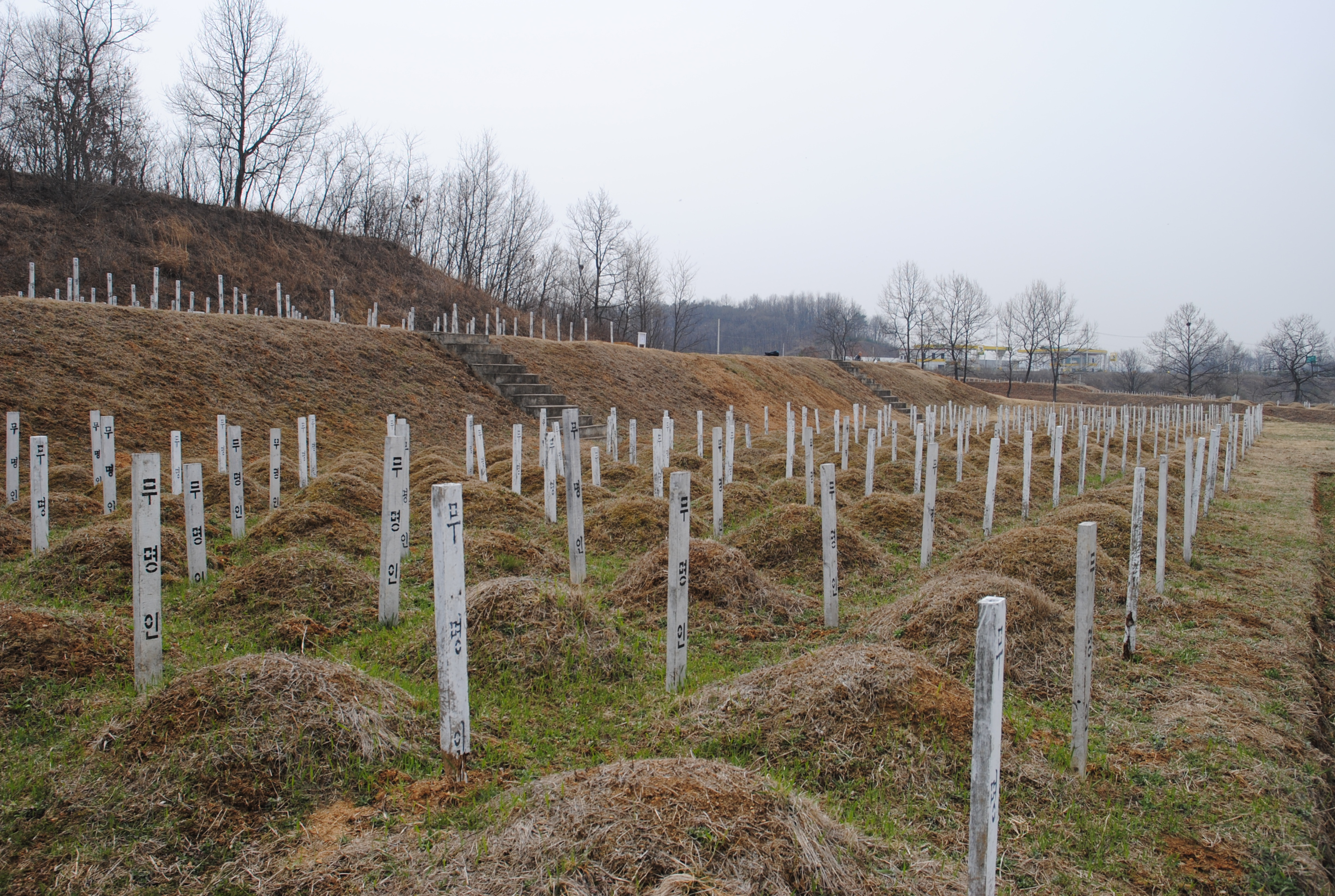
京畿道坡州市積城面にある北韓軍・中国軍墓地

北韓軍・中国軍墓地（ほっかんぐんちゅうごくぐんぼち、朝: 북한군 중국군묘지）は、韓国・京畿道坡州市積城面沓谷里山55番地（파주시 적성면 답곡리 산 55번지）にある、朝鮮戦争（1950年6月25日～1953年7月27日）で戦死した北朝鮮軍（朝鮮人民軍）や朝鮮戦争後に韓国へ侵入した武装ゲリラらの遺体を埋葬した墓地。韓国では敵軍墓地（てきぐんぼち、朝: 적군묘지）の名で呼ばれている。

## 概要
冷戦の終結後、南北和解の機運が広がるなか、ジュネーヴ条約第1追加議定書の第34条「遺体の扱い」に従い、1996年から全国に散在していた遺体を集め、第一墓域を1996年7月、第二墓域を2000年6月に整備。面積は約6099平方メートル。陸軍25師団70連隊3大隊が管理している。
2011年の時点では、北朝鮮軍戦死者の遺骸709体、中国軍（中国人民志願軍 ）戦死者の遺骸255体など合わせて964体が埋葬されていた。2014年に中国軍の遺骸362体が中国へ送還されたことに伴い、2018年4月に北韓軍墓地（ほっかんぐんぼち、朝: 북한군 묘지）へ名称が変更され、870体が埋葬されている。
ソウルから訪ねる場合、電鉄・京義線で文山まで行き、市外バスターミナルから新盛交通92番バスに乗車、 長坡1里（장파1리）で下車。東に向かって37号線を1.7キロほど歩く。

## 沿革等
- 1996年7月　第一墓域を整備。
- 2000年6月　第二墓域を整備。
- 2012年2月28日　中国人観光客を呼び込むため、京畿道が安保観光地として開発することにしたと東亜日報が報道。[3]
- 2013年6月　訪中した朴槿恵大統領が、中韓首脳会談で、遺骨の送還を提案。[4]
- 2013年7月9日　朝鮮戦争に参戦した中国の元軍人3人が北韓軍・中国軍墓地を訪問する。[5]
- 2014年3月17日、北韓軍・中国軍墓地で、中国軍の遺骸437柱の入棺式が開かれる。中国側から政府官員ら8人が参列。[6]
- 2014年3月28日、中国軍の遺骸437柱が中国へ移送され、瀋陽桃仙国際空港でお迎え式が開かれる。遺骨は遼寧省瀋陽市の「抗美援朝烈士陵園」に安置される。[7][4]
- 2018年4月　国防部は、墓地の名称を「北韓軍・中国軍墓地」から「北韓軍墓地」に変更する。
- 2018年4月26日　北朝鮮軍人の遺骨7柱があらたに埋葬され、全部で843柱となる。
- 2019年3月4日　国防部と京畿道が、墓地施設を京畿道へ移管するための業務協定を締結。国防部側の要請によるもので、京畿道は北韓軍墓地を、平和と和解の空間として整備、活用する計画。[8]
- 2019年3月25日　北韓軍墓地で「第3回坡州積城面朝鮮民主主義人民共和国軍人追悼会」が開催され、共に民主党所属の国会議員、坡州市長、坡州市議会議長、市議会議員らが参列する。[9]
- 2019年5月2日　北朝鮮軍人の遺骨3柱があらたに埋葬される。[10]
- 2019年6月26日　李柱栄国会副議長（自由韓国党）が国会で開かれた院内代表・重鎮議員連席会議に出席、北朝鮮軍の追悼式が3月に北韓墓地で開かれたことに関して、「韓国の国民感情上、許すことができない」と発言。また、北韓墓地を平和と和解の空間として整備するという京畿道の計画に対して、「北韓の謝罪や人民軍遺骨の送還もなしに平和公園を造成するのは話にもならない」と批判。[11]
- 2020年7月8日　墓地所有権の移管が、国防部と京畿道間の、法律解釈の違いにより延び延びになっていると「chosunbiz」が伝える。国防部は、19年3月に締結した業務協定に従い、墓地に相当する土地を譲り受ける必要があると主張。一方、京畿道は、「国家事務の委任に関する法律」を根拠に、譲渡するのは難しいとの立場をとっている。[12]
- 2021年3月7日　墓地所有権の移管問題について、大韓赤十字社の事務総長が、人道主義にのっとり敵軍墓地の管理を引き受けたいと明らかにする。[13]
- 2023年5月15日、京畿道は、国防部と2019年3月に結んだ墓地管理権移管に関する協定の破棄手続きを進めていると明らかにする。平和と和解の空間として整備することを想定、北韓軍墓地4万平方メートルと京畿道が所有する抱川市勝進訓練場の敷地96万平方メートルを交換するための協議を続けてきたが、墓地の管理業務は国の事務にあたるなどの理由により移管に向けた手続きの進捗をみないまま破棄することとなった。[14]

## 被葬者
- 洛東江戦闘の戦死者（北朝鮮軍25名、中国軍1名）
- 50師団多富洞戦闘の戦死者
- 橫城地区戦闘の戦死者
- 米8軍引揚げ遺体
- 1968年1月の青瓦台襲撃未遂事件（1.21事態武装共匪）で亡くなったゲリラ30名[1]
- 1987年11月の大韓航空機爆破事件の実行犯、金勝一[1]
- 1995年10月、 臨津江から潜水服で侵入したゲリラ1名
- 1998年12月、半潜水艇で韓国南海岸に侵入した工作員6名[1]

## ギャラリー

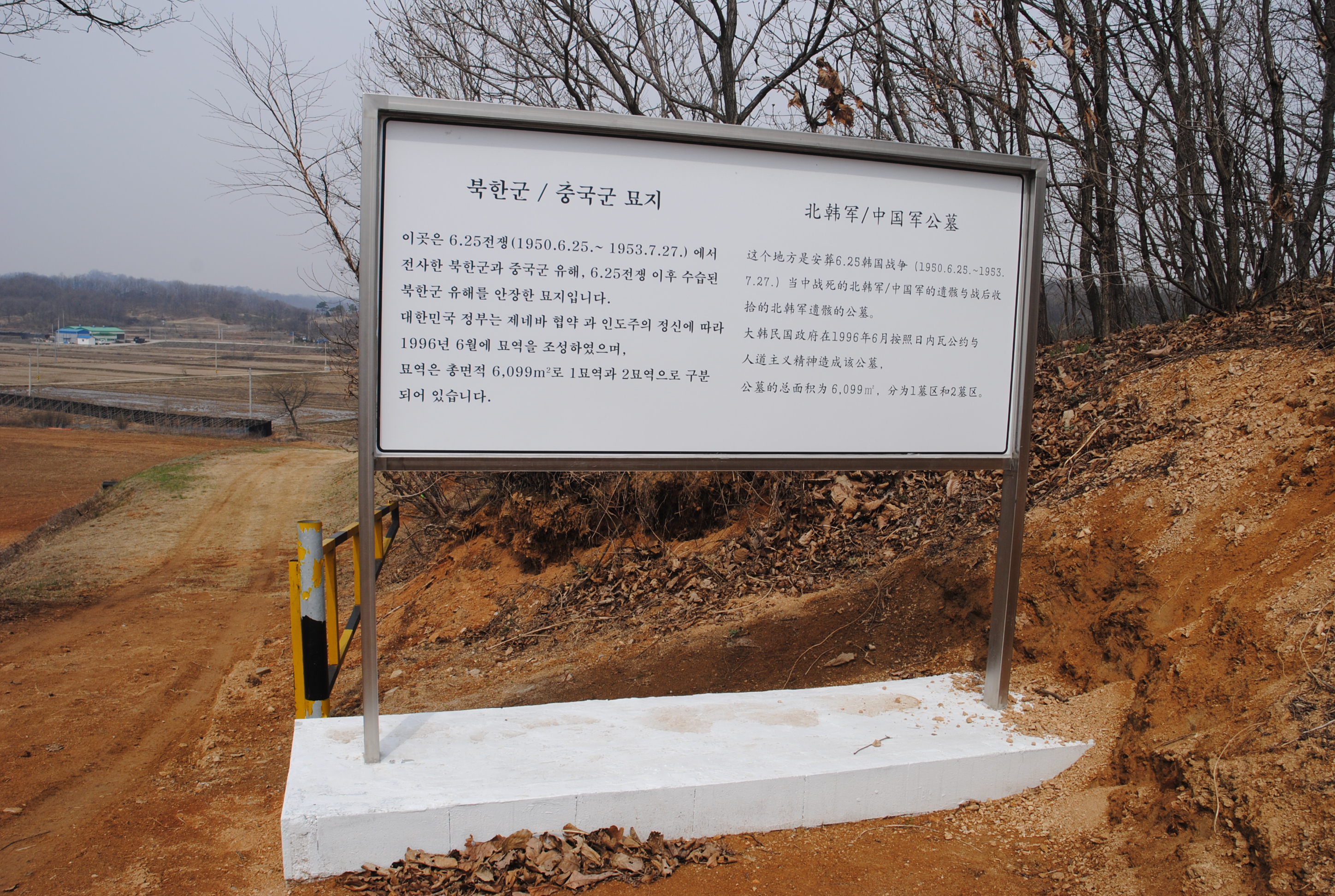
朝鮮語と中国語による説明
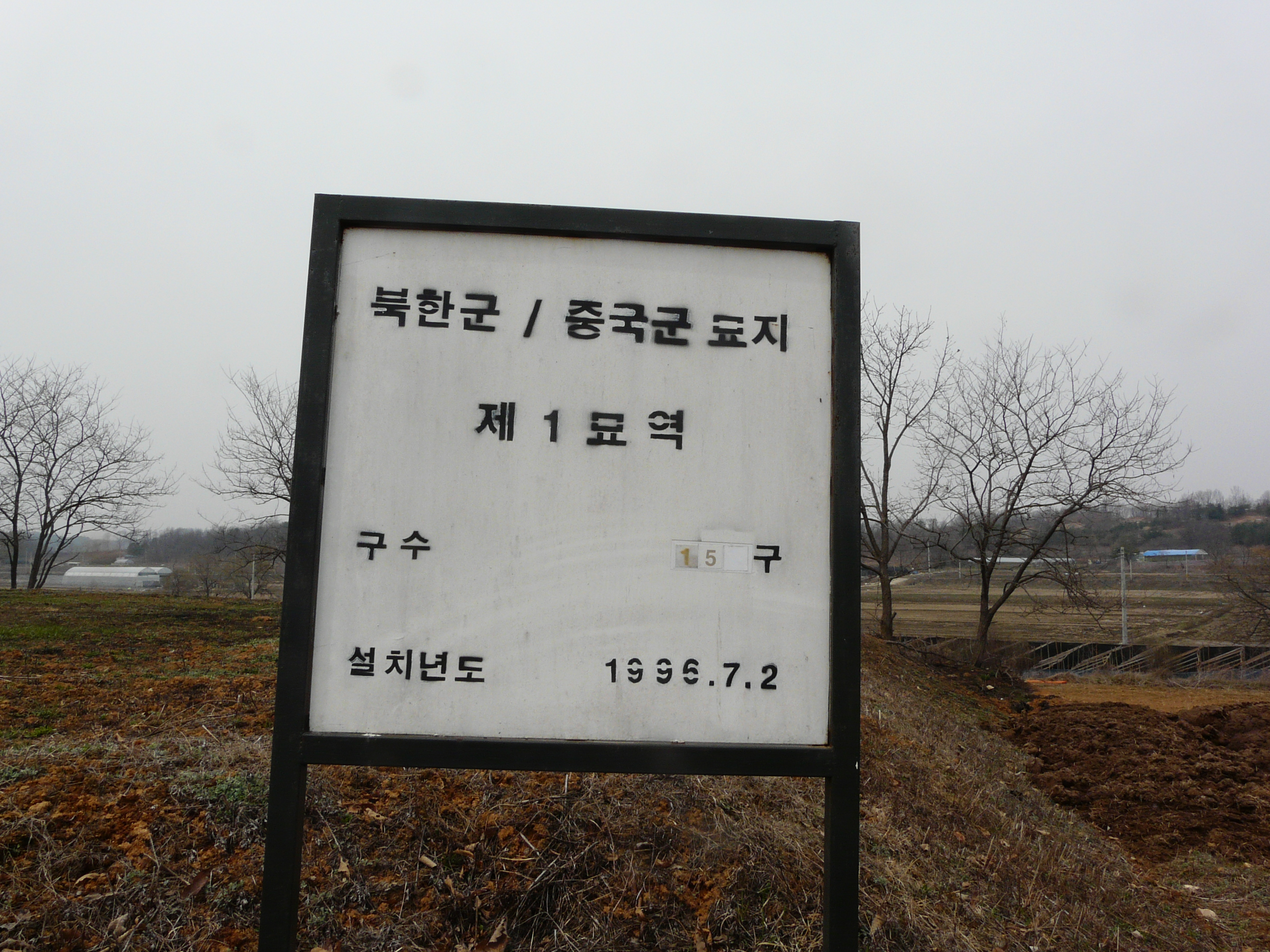
第一墓域
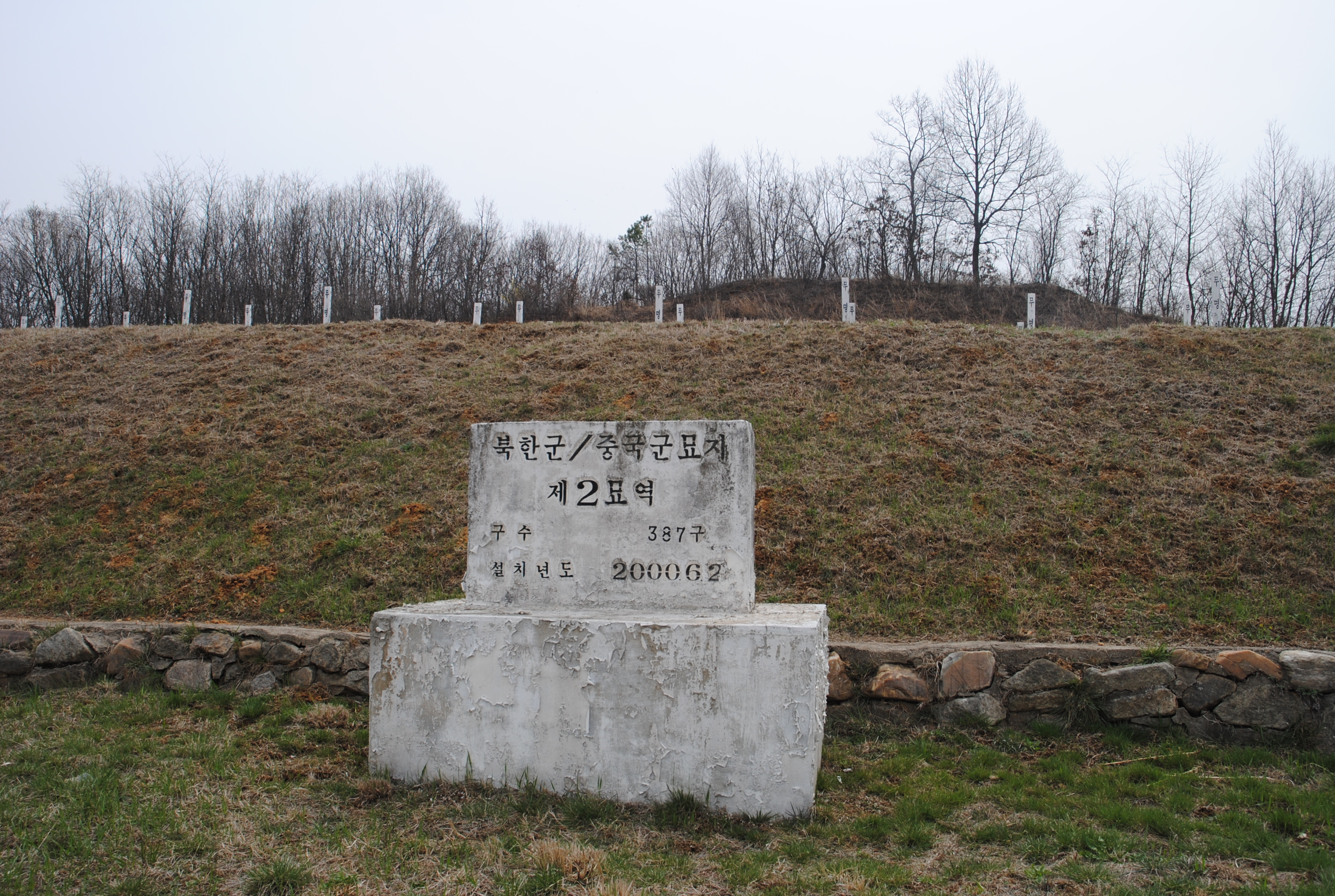
第二墓域
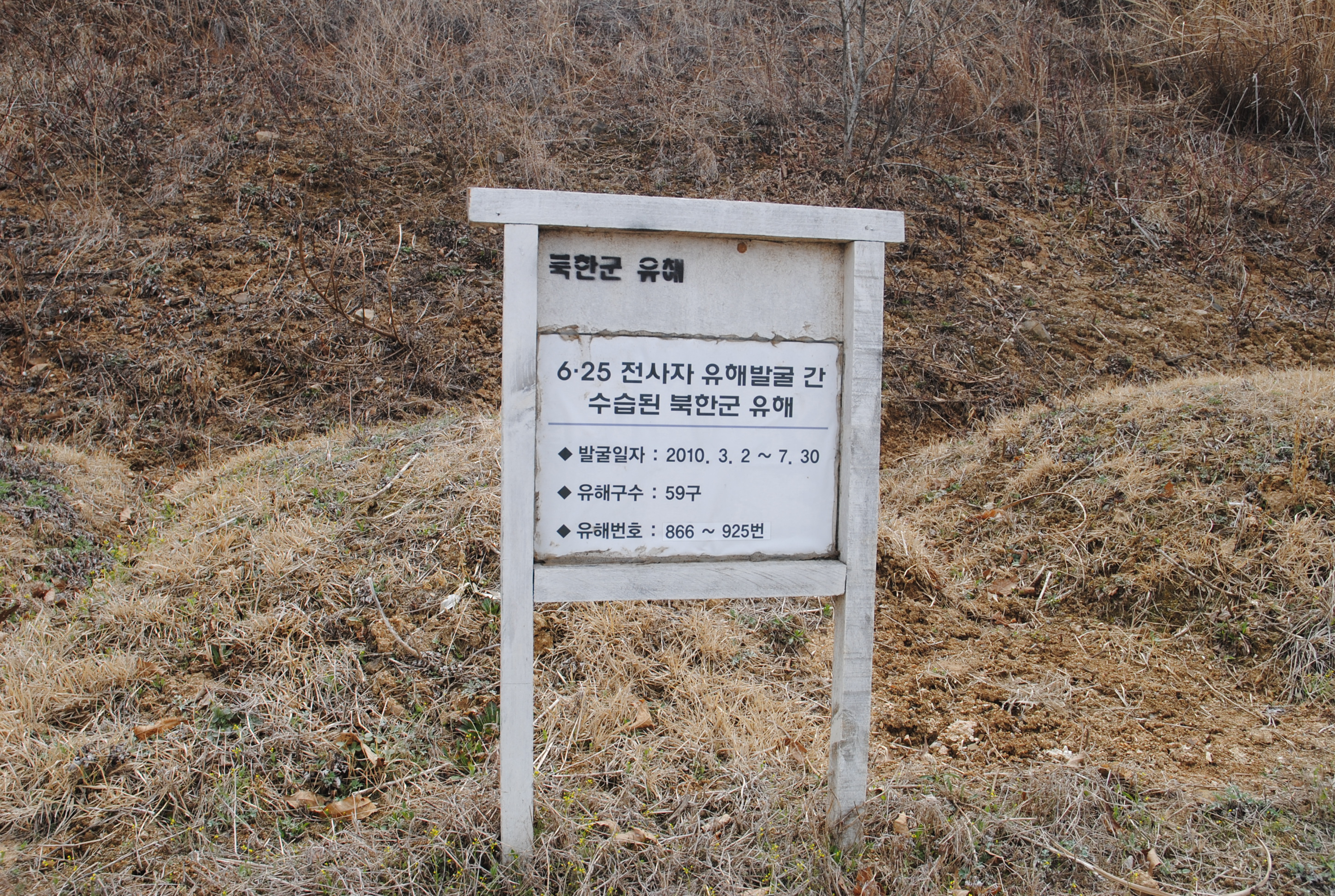
2010年発掘分
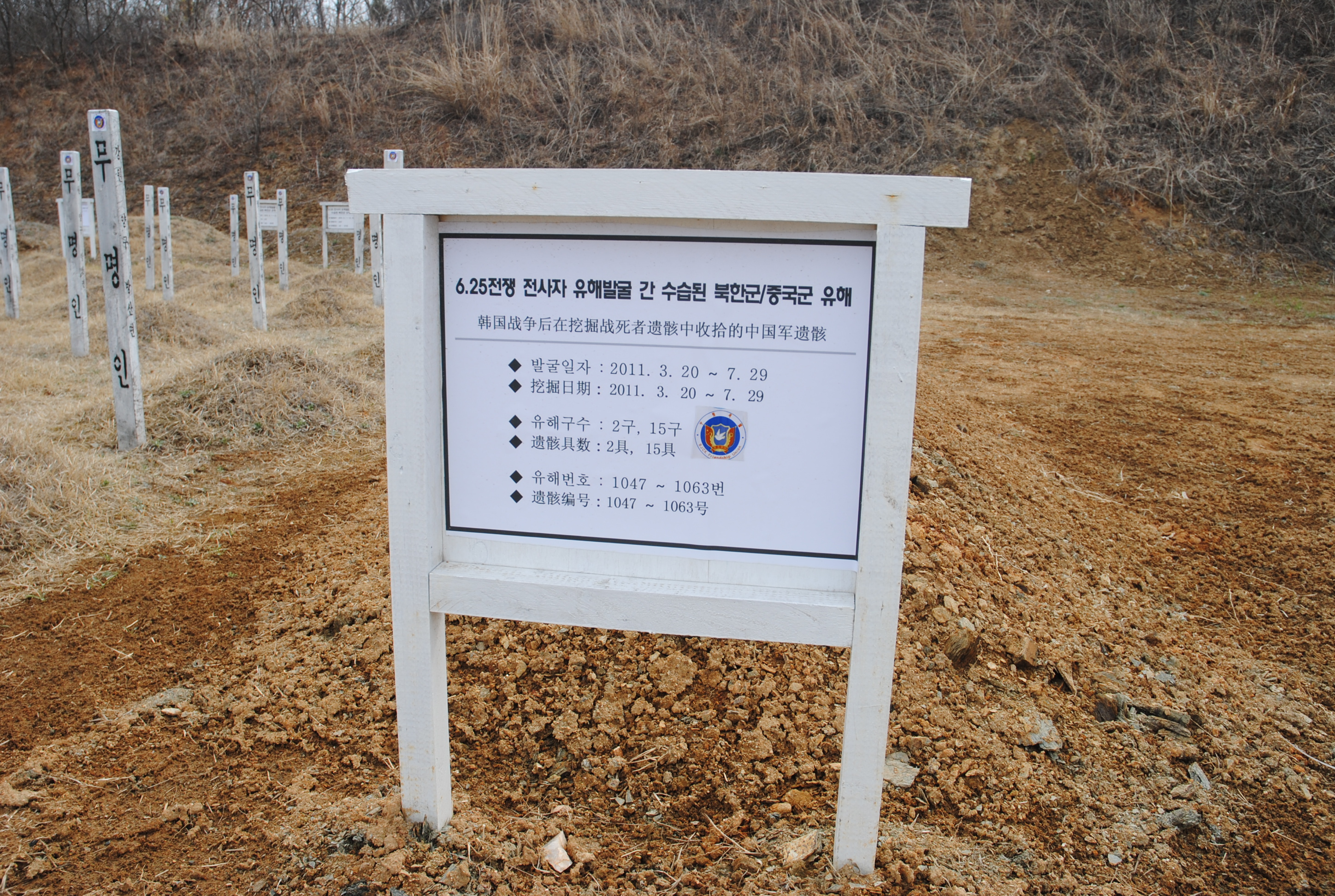
2011年発掘分
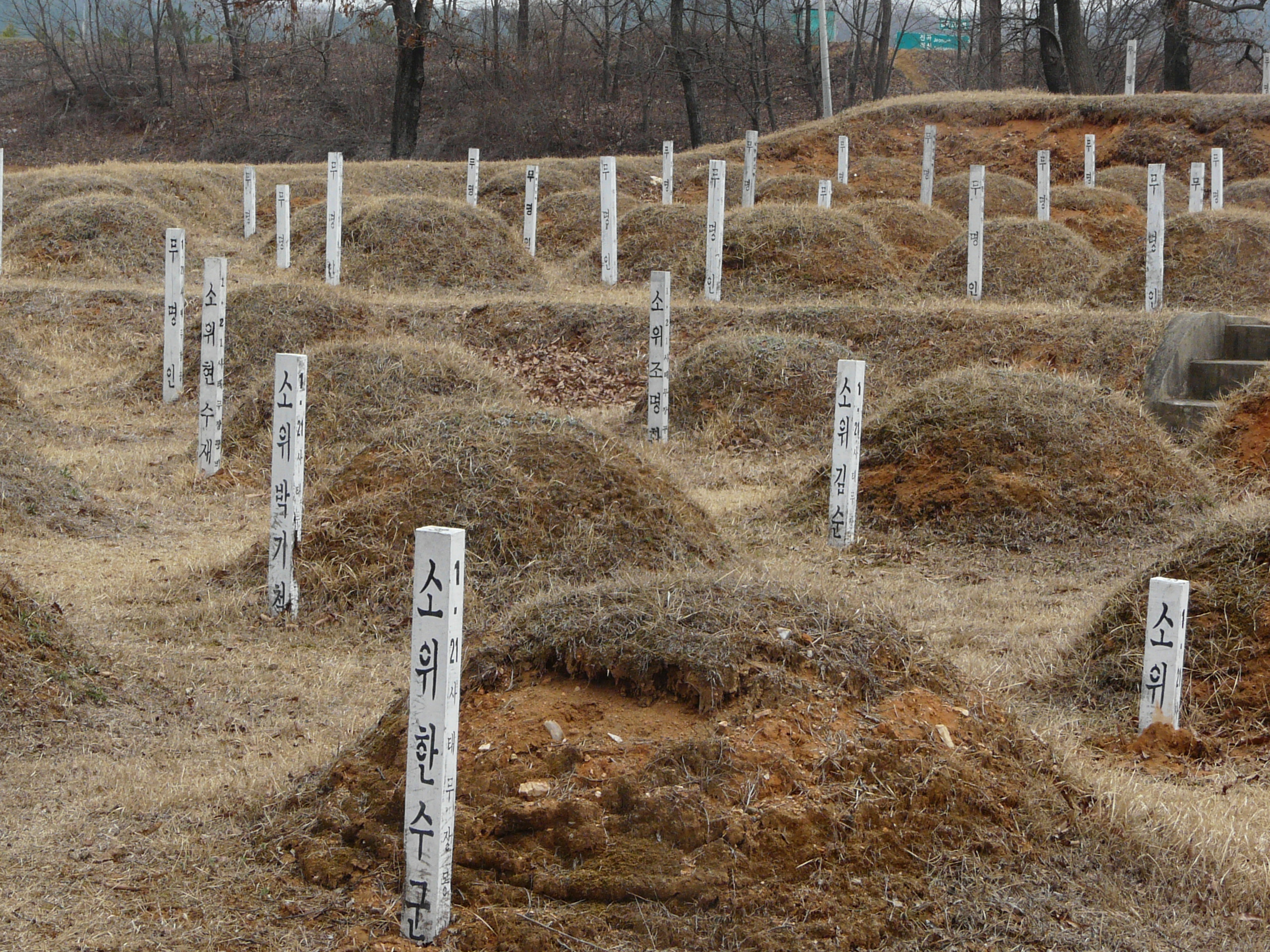
青瓦台襲撃未遂事件（1.21事態武装共匪）で亡くなったゲリラの墓
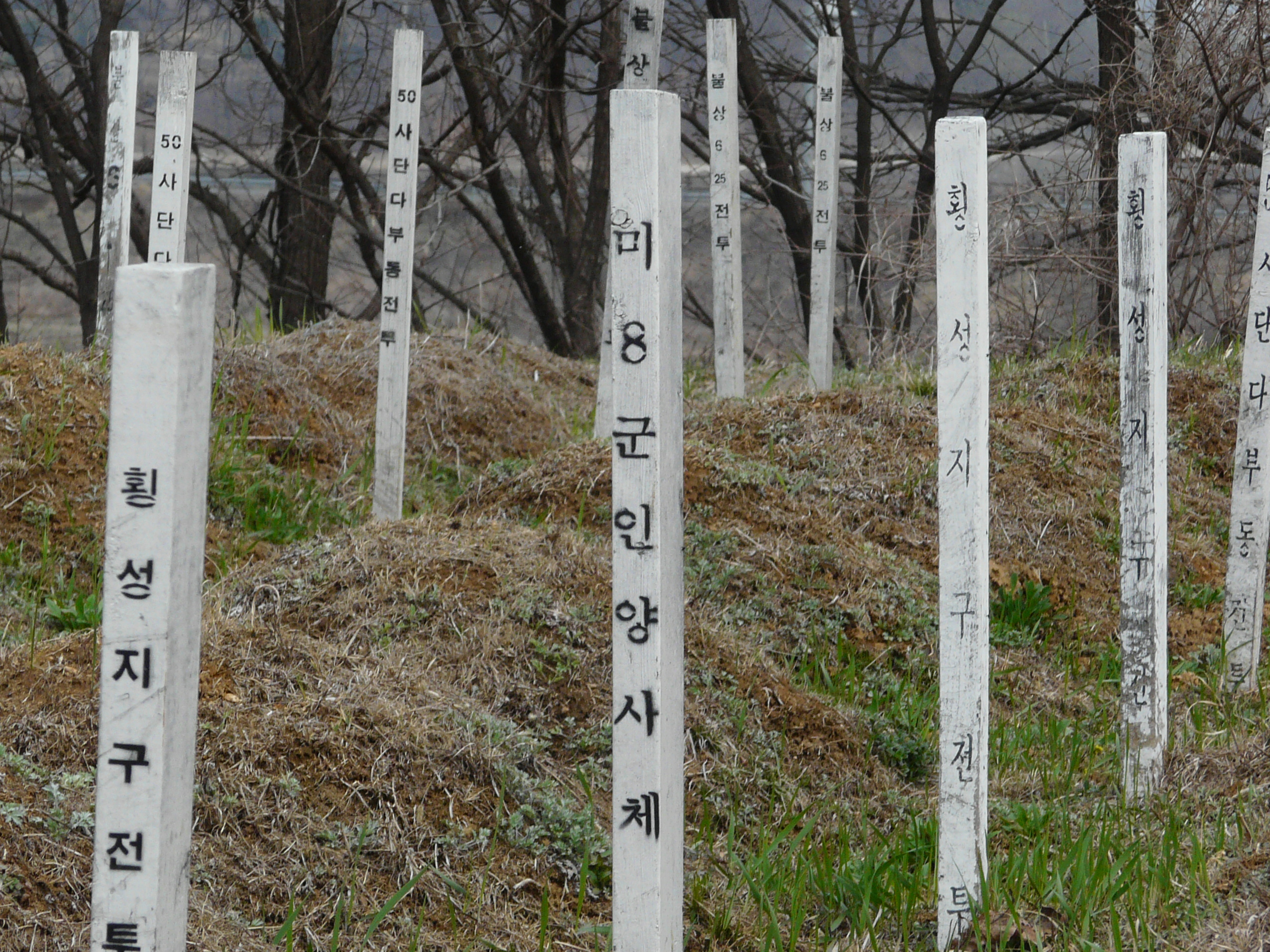
米8軍引き揚げ遺体